# Bhawal Badre Alam Government College
Bhawal Badre Alam Government College (bengalisch ভাওয়াল বদরে আলম সরকারি কলেজ, auch: Bhawal College) ist eine staatliche Bildungsinstitution im Distrikt Gazipur von Bangladesch. Es liegt am Dhaka-Tangail Highway nahe der Gazipur-Kreuzung. Es wurde 1967 gegründet und 1980 verstaatlicht. Der Gründer des College war Badre Alam, der erste Schulleiter K. M. Abdus Salam.

## Geschichte
Das Bhawal Badre Alam Government College wurde am 1. Juli 1967 als Bhawal College gegründet. Es wurde nach Badre Alam benannt, der 100.000 Rupien für das College spendete.
Im Dezember 2014 verhängte die Regierung eine Ausgangssperre nach Section 144 auf dem Gelände des Bhawal College, nachdem die Bangladesh Nationalist Party eine Kundgebung  für Neuwahlen angekündigt hatte und die Bangladesh Chhatra League Pläne ankündigte, diese Kundgebung zu stoppen.
Am 29. Juli 2017 wurde das National University Examination Centre ohne vorherige Ankündigung aus dem Bhawal College abgezogen, so dass die lokale Awami-Liga keine Kundgebung im Bhawal College veranstalten konnte.

## Departments
- Chemie
- Physik
- Mathematik
- Botanik
- Zoologie
- Englisch